# 폴 포지션 (비디오 게임)

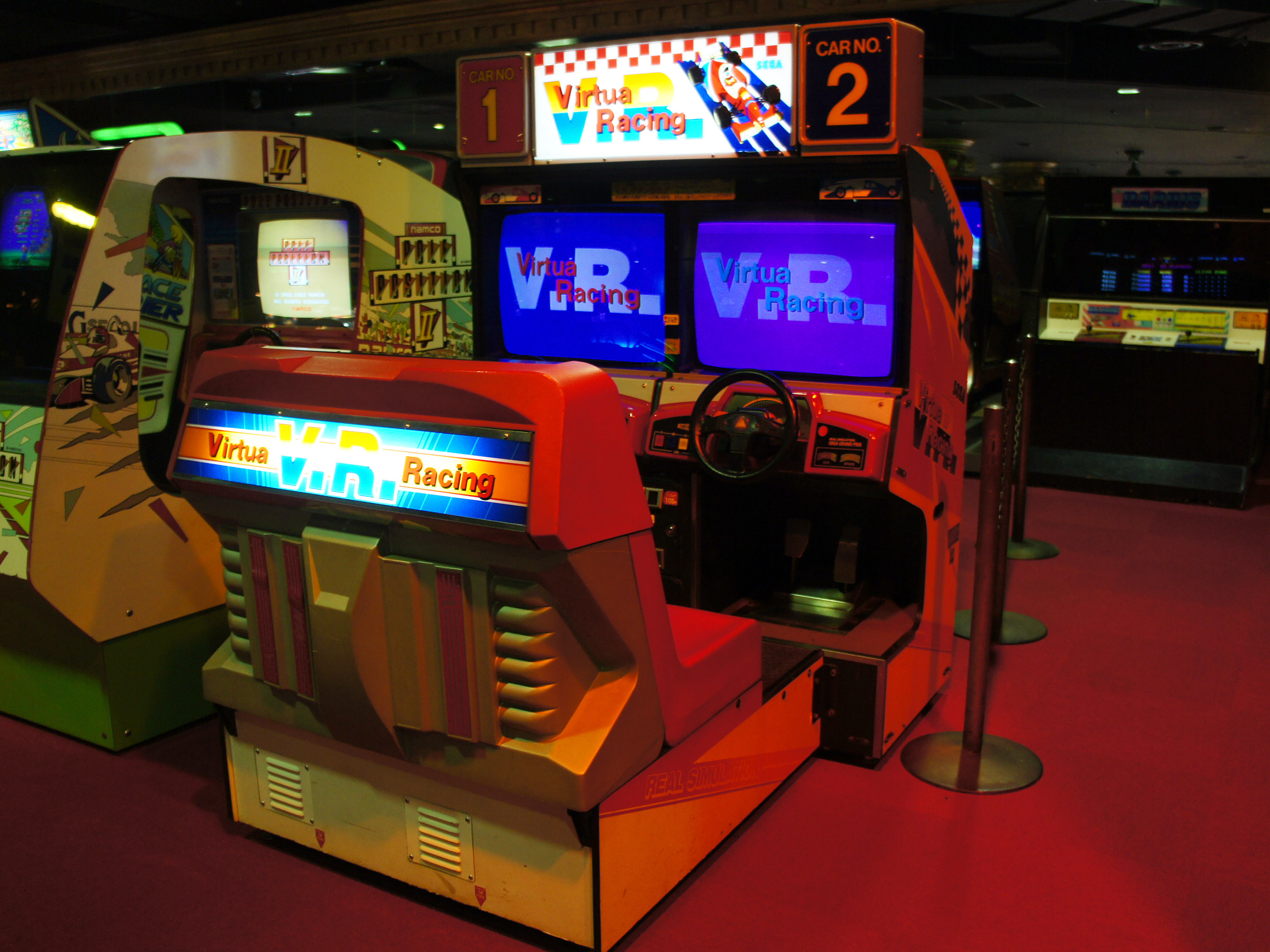
버추어 레이싱 캐비넷 옆의 폴 포지션 캐비넷

《폴 포지션》(Pole Position)은 1982년 9월에 남코에서 만든 레이싱 게임이다. 탑 뷰였던 지금까지의 레이싱 게임과는 달리 차의 뒤쪽을 보는 후방시점을 도입한 게임이기도 하다. 후지 스피드웨이를 배경으로 꾸며졌으며, 남코 버전은 출발 안내 문구와 출발 안내 음성이 일본어로 나오지만 남코에서 라이선스를 얻어서 제작한 아타리 버전은 버전은 출발 시 나오는 안내문구와 출발 안내 음성의 억양이 다르고(영어로 나온다.) 남코 버전에 있던 광고판들이 대폭 바뀌었다. 이듬해인 1983년 10월에 폴 포지션의 후속작인 폴 포지션 II가 발매되었다. 폴 포지션 II의 경우 전작의 버전에는 1개 밖에 없던 코스가 3개가 더 추가되었으며 또한 계속 고속으로 달릴 경우 더욱 빠르게 달릴 수 있는 터보모드가 추가되었다.

## 평가
| 평론 점수      | 평론 점수          |
| 평론사         | 점수               |
| -------------- | ------------------ |
| 올게임         | (2600) · (5200)    |
| 유어 싱클레어  | (Spectrum)         |
| Computer Gamer | (Spectrum)         |
| Telematch      | (2600) · (Vectrex) |

| 수상                 | 수상                                             |
| 평론사               | 수상                                             |
| -------------------- | ------------------------------------------------ |
| Arcade Awards (1983) | Coin-Op Game of the Year                         |
| Arkie Awards (1984)  | Computer Game of the Year (Certificate of Merit) |
| Softline (1984)      | Most Popular Program: Atari (Fourth Place)       |
| IGN                  | Most Influential Racing Game Ever                |